# Phytoecia manicata
Phytoecia manicata är en skalbaggsart som beskrevs av Louis Jérôme Reiche och Félicien Henry Caignart de Saulcy 1858. Phytoecia manicata ingår i släktet Phytoecia och familjen långhorningar. Inga underarter finns listade i Catalogue of Life.